# 若田部遥
若田部 遥（わかたべ はるか、1998年〈平成10年〉9月26日 - ）は、日本のジャーナリスト。フジテレビジョン報道局報道センター記者。元アイドルであり、女性アイドルグループ・HKT48の元メンバーである。
父はプロ野球・福岡ソフトバンクホークス一軍投手コーチの若田部健一、母は福岡で活動するローカルタレントの若田部佳代（旧姓：徳丸）。福岡県出身。

## 略歴
2011年
- 7月10日、HKT48の1期生オーディションに合格。
- 10月23日、西武ドームで開催された「フライングゲット」発売記念全国握手会イベント「AKB48祭り powerd by AKB48 神テレビ」』でお披露目された[2]。
- 11月26日、HKT48劇場杮落とし公演で劇場デビュー。

2012年
- 3月4日、チームHが結成された際、正規メンバー16名の1人に選ばれる。
- 6月16日、福岡ドームで行われた元プロ野球選手（投手）の父の所属球団であった、福岡ソフトバンクホークス対横浜DeNAベイスターズ戦において、父の現役時代と同じ背番号14番のユニフォームを着て始球式を行う[3]。
- 11月3日、右足親指骨折と診断され、完治するまでの間、劇場公演を休演する [4]。（同月29日に復帰）[5]  。

2014年
- 5月7日、父・若田部健一が野球解説を務めるTOKYO MXの『パ・リーグ応援宣言!俺がやる。ホークス中継』においてリポーターとして初出演 [6]。その後のリポーターとしての活動が新聞などで話題を集める。詳細は#人物参照。

2015年
- 6月6日、西日本シティ銀行の”「西日本シティ銀行アプリ」登場キャンペーン [7]”において、母・若田部佳代とともに当行のCMキャラクターに起用される[8]。

2016年
- 2月16日、西日本シティ銀行の「新生活応援キャンペーン」[9]において、初めて単独でCMキャラクターに起用される[10]。
- 8月26日、TOKYO MXの『パ・リーグ応援宣言!俺がやる。ホークス中継』において2014年以来2年ぶりにリポーターとして出演 [11]。
- 10月8日、ヤフオクドームで行われた、2016日本通運クライマックスシリーズ・パファーストステージ第1戦福岡ソフトバンクホークス対千葉ロッテマリーンズ戦において、突破を願う背番号108番のユニフォームを着て始球式を行う[12]。
- 12月19日、HKT48劇場で行われた『HKT48 チームH 4th Stage「シアターの女神」公演』において志望大学に合格したことで学業を優先するため、HKT48からの卒業を発表[13]。

2017年
- 1月12日、HKT48劇場で卒業公演を行う[14]。
- 2月5日、西日本総合展示場で行われた握手会イベントを以て、HKT48の活動を終了[14]。
- 10月2日、西日本シティ銀行の「ワンク de SLOT キャンペーン」において、HKT48を卒業後に宣伝キャラクターとして起用され[15] 、同月6日にCMキャラクターにも起用される[16][注釈 1]。

2018年
- 4月27日、「第57回博多どんたく港まつり」において西日本シティ銀行の「どんたくパレード隊」のパレードに特別出演することが発表される[17]。
- 5月3日、「第57回博多どんたく港まつり」において西日本シティ銀行の「どんたくパレード隊」の一員として特別出演。

2019年
- 5月3日、「第58回博多どんたく港まつり」において西日本シティ銀行の「どんたくパレード隊」の一員として特別出演[18]。

2021年
- 4月1日、法政大学を卒業後[19]、フジテレビに総合職として入社[20]。同期入社には元将棋女流棋士の竹俣紅（アナウンサー職）[20]がいる。その後研修を経て報道局報道センターに配属された[21]。5月現在は内勤記者として、主に昼の『Live News days』や夕方の『Live News イット!』などを担当している[22]。

2023年
- この年の秋より報道局政治部に異動し勤務。国会記者クラブに所属し、政治関係の取材・報道に携わる。首相官邸の総理番記者、幹事社番（報道各社と首相秘書官の間のパイプ役）の仕事も担当[23]。

## 人物
- 家族は、父親で元プロ野球選手・コーチの若田部健一、母親で福岡放送[24]やTVQ九州放送[25]、テレビ西日本[26]などの福岡の放送局等で番組の司会やリポーターとして活動している若田部佳代、3人姉弟の長女で弟が2人いる。
- 父親の横浜ベイスターズへの移籍に伴い、幼少時は横浜市に住んでいた経験がある[27]。
- 趣味は読書、特技は水泳・スキー、チャームポイントは輪郭[28]。
- 性格はポジティブで向上心が高く[29]度胸がある[30]、サバサバとしたしっかり者[31]でいて後輩にもフレンドリーで優しい性格[32][33]の反面、すごく弱くて寂しがり屋の泣き虫と評される[34]。
- 幼稚園の頃からダンス教室に通い[35]、HKT48加入前はバレエを7年、ジャスダンスを5年取り組んでいた[36]。
- 将来の夢はスポーツリポーターやキャスターとしていた。以前は野球選手の子供という自身の生い立ちに葛藤もあったが、「親が野球選手だっていうのを、誇りに思っていいと思うようになって、仕事をたくさんいただけて。出会いもあったし、プロのアナウンサーさんと話したりして。今まではラジオのパーソナリティーになりたいとかボヤッとした夢だったんですけど、この1年で、スポーツリポーターとか、キャスターになりたいと思うようになりました。今の活動は、HKTだったら自分しかできないと思うし、まったく別の分野にもHKTをアピールしていきたいし、自分の経験として、ちゃんと勉強して積み重ねていきたいです。」と意識の変化がみられた[37]。
- 2014年には父・健一が野球解説を務めるTOKYO MXの『パ・リーグ応援宣言!俺がやる。ホークス中継』においてリポーターとして出演した際には、不思議と応援するホークスが勝利し（レギュラーシーズン9試合で8勝1分[38]・クライマックスシリーズ・ファイナルステージ3試合で2勝1敗[39]、計10勝1敗1分）、「ホークスの勝利の女神」と話題となる[40]。本人はあくまで「頑張ったのは選手なので」とコメントをしている[38]。福岡ソフトバンクホークスが日本シリーズを制覇した際には、「日本一おめでとうございます！ 選手の皆さん、大きな感動をありがとうございました。本当にうれしいです。今年1年、ソフトバンクホークスを応援させていただき、あらためて野球というスポーツの素晴らしさを感じています。これからも応援し続けます！」とコメントを残している[41]。
- 同年7月30日には、ザ!世界仰天ニュース（日本テレビ系列）の「高校生スペシャルPART8」において、それまではグループや父親とのテレビ出演であったが、初めての単独でのテレビ出演となった[42]。また、2015年2月18日放送の父・若田部健一の福岡ダイエーホークスにおいてのチームメイトで、親友だった藤井将雄（元プロ野球投手）の生涯をとりあげた、「愛に涙があふれるSP」において、二度目のゲスト出演をしている[43]。

### HKT48
- キャッチフレーズは、「福岡県出身○○歳、わかちゃんこと若田部遥です」[44]。加入当初のキャッチフレーズは旧公式ニックネームを用いた「スリー！ツー！わかはるゴー！、 福岡県出身、わかはること若田部遥です」だった。
- 公式ニックネームは2013年4月9日まで「わかはる」[45][46]、後に「わかちゃん」[28]。
- 2015年には4月22日発売のHKT48の5thシングル『12秒』のType-Bに収録された「カメレオン女子高生」（Team H名義）にてセンターに抜擢され[47]、2016年1月22日～24日に開催された「AKB48グループリクエストアワー セットリストベスト100 2016」[48]において、同曲が対象曲890曲中、18位にランクインされた[49]。

## 参加曲

### シングル
HKT48名義
- スキ!スキ!スキップ!（2013年3月20日） EAN 4988005747150
  - お願いヴァレンティヌ
  - 片思いの唐揚げ - 「あまくち姫」名義
- 「メロンジュース」（2013年9月4日）に収録
  - そこで何を考えるか? EAN 4988005779595
  - 希望の海流 - 「あまくち姫」名義 EAN 4988005779618
- 「桜、みんなで食べた」（2014年3月12日）に収録
  - 既読スルー - 「Team H」名義 EAN 4988005814586
- 「控えめI love you !」（2014年9月24日）に収録
  - アイドルの王者 - 「Team H」名義 EAN 4988005837837
- 「12秒」（2015年4月22日）に収録
  - ロックだよ、人生は… EAN 4988005877222
  - カメレオン女子高生 - 「Team H」名義 EAN 4988005877239
- 「しぇからしか!」（2015年11月25日）に収録
  - Buddy - 「Team H」名義 EAN 4988031129203
- 「74億分の1の君へ」（2016年4月13日）に収録
  - HKT城、今、動く - 「プラチナガールズ」名義 EAN 4988031148921
- 「最高かよ」（2016年9月7日）に収録
  - 夢ひとつ - 「穴井千尋と仲間たち」名義 EAN 4988031177365
  - 夜空の月を飲み込もう - 「HKT48 Team H」名義 EAN 4988031177372

AKB48名義
- 「ギンガムチェック」（2012年8月29日）に収録
  - あの日の風鈴 - 「ウェイティングガールズ」名義 EAN 4988003426774
- 「永遠プレッシャー」（2012年12月5日）に収録
  - 初恋バタフライ - 「HKT48」名義 EAN 4988003429744

### アルバム
AKB48名義
- 『1830m』（2012年8月15日）に収録
  - 青空よ 寂しくないか? EAN 4988003426767

### 劇場公演ユニット曲
チームH 1st Stage「手をつなぎながら」公演
- Glory days
- チョコの行方

チームH 「博多レジェンド」公演
- ハート型ウイルス
- 遠距離ポスター

ひまわり組「パジャマドライブ」公演
- 鏡の中のジャンヌ・ダルク

 チームH 2nd Stage「青春ガールズ」公演
- 雨の動物園
- ふしだらな夏
- Blue rose
※兒玉遥のアンダー

 チームH 3rd Stage「最終ベルが鳴る」公演
- リターンマッチ
- 20人姉妹の歌

 ひまわり組 2nd Stage「ただいま恋愛中」公演
- 純愛のクレッシェンド

チームH 4th Stage「シアターの女神」公演
- ロッカールームボーイ

## 出演

### テレビドラマ
- 福岡恋愛白書7〜2つのLove Story〜 第2話「初恋の詩」（2012年3月24日、九州朝日放送）

### バラエティ
- HKTバラエティー48（2012年10月28日 - 不定期出演、九州朝日放送）
- HKT48のおでかけ!（2013年1月25日 - 不定期出演、TBS）
- このへん!!トラベラー（2012年2月13日 - 7月16日、福岡放送）
- コレカラ（2012年5月4日 - 2013年3月29日・2013年4月12日 - 2014年3月21日、テレビ西日本）
- きん☆すた（2012年5月11日 - 2013年10月11日 - 不定期出演、NHK福岡放送局）
- あるあるYYテレビ（2012年4月23日 - 2013年3月28日、TVQ九州放送）
- HaKaTa百貨店（日本テレビ）
  - HaKaTa百貨店（2012年10月8日 - 2013年1月14日）
  - HaKaTa百貨店2号館（2013年1月27日 - 2013年3月31日）
  - HaKaTa百貨店3号館（2015年1月13日 - 2015年3月31日）
- 乃木坂46×HKT48 冠番組バトル!・HKT48トンコツ魔法少女学院（2013年7月2日 - 9月17日、日本テレビ）
- HKTシャカリキ48!（2014年8月23日・12月20日、九州朝日放送）
- HKT48のごぼてん!（2014年5月31日 - 2016年3月27日 不定期出演、テレビ西日本）
- HKT48 vs NGT48 さしきた合戦（2016年1月12日 -2016年3月29日 、日本テレビ）
- HKT48の「ほかみな」〜そのほかのみなさん〜（2014年5月20日 - 2016年6月28日 不定期出演、NOTTV）

ゲスト出演
- クイズ30〜団結せよ!〜（2014年6月15日、フジテレビ）
- ザ!世界仰天ニュース（2014年7月30日・2015年2月18日、日本テレビ）
- アップデート大学 #6「ブラジャー・マラソン」（2016年11月13日、テレビ朝日）

### その他のテレビ番組
- 今日感テレビ日曜版（2012年1月22日 - 2014年3月23日 - 不定期出演、RKB毎日放送）
- ドォーモ（2012年4月3日 - 不定期出演、九州朝日放送） ※「月イチNEW OPEN」のみ
- パ・リーグ応援宣言!俺がやる。ホークス中継（2014年5月7日 - 2014年10月20日・2016年8月26日 - リポーターとして不定期出演、TOKYO MX）
- 九州スポーツ界の深いハナシ カズミのフカボリ[50]（2014年12月29日、 - 番組アシスタント、TVQ九州放送）
- 二宮清純の新生ホークス解体新書[51]（2015年3月24日、 - 番組アシスタント、TVQ九州放送）
- にっぽんプレミアム「二都物語　～とっておき～札幌　福岡」[52]（2015年12月13日、 - 番組アシスタント、NHK BSプレミアム） ※HKT48メンバー、岡本尚子とともに出演[53]
- プロ野球セット presents 球場さんぽ[54]（2016年3月21日 - 、BSスカパー!）
- 東京2020　12時間スペシャル　⇒2020 [55]（2016年10月10日、 - 番組アシスタント、NHK総合） ※HKT48メンバー、熊沢世莉奈・山本茉央とともに出演[56]

### ラジオ番組
- アイアプレゼンツ SKE48&HKT48のアイアイトーク（2013年12月18日 - 不定期出演、ニッポン放送）

### イベント
- アビスパ福岡・『西日本シティ銀行SPECIAL MATCH」！』（2016年5月25日、レベルファイブスタジアム[57]）
- 福岡市・平成28年度第30回市民総合スポーツ大会総合開会式（2016年10月10日、平和台陸上競技場 [58]）
- 西日本シティ銀行・第57回博多どんたく港まつり どんたくパレード隊[17] （2018年5月3日）
- 西日本シティ銀行・第58回博多どんたく港まつり どんたくパレード隊[18] （2019年5月3日）

## DVD
- 2015ホークス応援パフォーマンスDVD（2015年3月 - 、九州朝日放送）[59]

## CM
- 西日本シティ銀行[60][出典無効]
  - 西日本シティ銀行アプリ篇、「若田部親子　ナポリ」篇・「若田部親子　知らんと？」篇　(2015年6月6日 -  ）
  - 保険相談窓口篇、「家族／保険相談窓口」篇　(2015年10月3日 -  ）
  - 休日相談窓口篇、「家族・休日相談窓口」篇　(2015年10月3日 -  ）
  - 相続まるごとサポート篇　(2016年1月1日 -  ）
  - 新生活応援キャンペーン篇、「新生活応援キャンペーン／無料クーポン」篇　(2016年2月16日 -  ）
  - NCBポイントサービス篇、「NCBポイントサービス　パワーアップ」篇　(2016年3月1日 -  ）
  - 西日本シティ銀行アプリ篇、「カメラ目線の健一さん/複数の口座」篇　(2016年12月9日 -  ）
  - 西日本シティ銀行アプリ篇、「カメラ目線の佳代さん/クーポン」篇　(2017年2月1日 -  ）
  - 西日本シティ銀行アプリ篇、「カメラ目線の遥さん/入出金」篇　(2017年3月1日 -  ）
  - 相続相談　相続「卓球」篇　(2017年10月6日 -  ）
  - 資産運用「家族旅行」篇その1　(2017年11月1日 -  ）
  - 資産運用「家族旅行」篇その2　(2017年12月1日 -  ）
  - 資産運用 つみたてNISA「100歳までの健一さん／結婚50周年」篇　(2018年6月1日 -  ）
  - 資産運用 つみたてNISA「100歳までの健一さん／銀行員」篇　(2018年8月1日 -  ）
  - 口座開設アプリ　口座開設アプリ「歌う遥さん」篇　(2019年3月1日 -  ）
  - 口座開設アプリ　目的貯蓄「歌う遥さん」篇　(2019年5月1日 -  ）
  - 医療保険「若田部親子のホログラム」篇　(2019年7月1日 -  ）
  - つみたて「若田部親子のホログラム」篇　(2019年8月1日 -  ）